# Arnold Knight (cầu thủ bóng đá)
Arnold William Knight (30 tháng 5 năm 1919 - 8 tháng 10 năm 2003) là một cầu thủ bóng đá người Anh thi đấu ở vị trí tiền vệ cánh trái và tiền đạo.

## Sự nghiệp
Sinh ra ở Guisborough, Knight thi đấu cho Tottenham Hotspur, Leeds United, Plymouth Argyle và Bradford City. Trong thời gian với Bradford City ông có 7 lần ra sân ở Football League.
Ông từng là khách mời trong chiến tranh cho Leeds United, Darlington, Aldershot và Queens Park Rangers.